# Бюджетная авиакомпания
Низкобюджетная авиакомпания, также недорогая, лоукостер, дискаунтер (англ. low-cost carrier, low-cost airline, также no-frills carrier, discount carrier, budget carrier) — авиакомпания, предлагающая крайне низкую плату за проезд в обмен на отказ от большинства традиционных пассажирских услуг.
Родина концепции «лоу-кост» — США, откуда она распространилась в Европе в начале 1990-х и в дальнейшем во многих странах мира. Термин «лоу-кост» заимствован во многие языки мира из английского языка, где первоначально относился ко всем авиакомпаниям с более низкой структурой эксплуатационных расходов, чем у их конкурентов. Хотя термин «лоу-кост» часто применяется к любым авиакомпаниям с низкими ценами на билеты и ограниченным набором услуг, независимо от их операционных моделей, лоу-кост-авиакомпании не стоит смешивать с региональными авиакомпаниями, работающим на коротких рейсах без сервиса или с авиалиниями с полным сервисом, но ограничивающими набор услуг.

## Бизнес-модель
Типичная бизнес-модель низкобюджетной авиакомпании обычно (но не всегда) включает следующие положения:
- наличие единого пассажирского класса;
- использование одного типа самолёта (обычно экономных Airbus A320 или Boeing 737), что позволяет сокращать издержки на подготовку персонала и обслуживание техники;
- упрощённая схема оплаты билетов, использование единого бланка для проезда в оба конца. В последнее время обычным является отсутствие бумажных билетов и переход на электронные билеты;
- прямые продажи билетов, особенно через Интернет с целью уменьшения выплат комиссионных агентам и системам резервирования;
- типично — увеличение цены билета по мере заполнения самолёта с целью поощрения раннего резервирования клиентами;
- отсутствие указанных мест в посадочных талонах, то есть поощрение пассажиров быстрее подняться на борт и занять места;
- количество кресел в салоне увеличивается за счёт сокращения расстояния между ними. Обычно спинки большинства кресел не откидываются. В самолётах лоукостеров Ryanair расстояние между креслами — 76 см, а у EasyJet — 74. А у обычных перевозчиков, например у Аэрофлота и Korean Air, расстояние между сиденьями в экономклассе — 81 см.
- использование менее загруженных по воздушному трафику аэропортов. Выполнение рейсов ранним утром или поздним вечером с целью минимизации задержек, вызванных перегрузкой их воздушного пространства («воздушных заторов») и экономии за счёт более низких сборов в таких аэропортах;
- выполнение в течение дня одним самолётом нескольких рейсов, быстрый оборот самолётов в аэропортах (например, в компании Southwest Airlines каждый самолёт в среднем выполняет 6 рейсов в сутки и при этом проводит в полёте 10 часов 51 минуту[1]);
- выбор упрощённых маршрутов полётов, строящихся по принципу «из точки в точку» (то есть организация прямых рейсов между аэропортами вместо использования промежуточных посадок в «узловых аэропортах» (также с целью максимального использования самолёта и минимизации задержек, связанных с опозданием транзитных пассажиров и потерь багажа между рейсами);
- ориентация на прямые перелёты: багаж не перемещается автоматически с рейса на рейс, даже если это рейсы одной компании;
- сокращение набора услуг, предоставляемых пассажирам на борту самолёта, исключение из этого набора услуг, которые в других авиакомпаниях являются стандартными (раздача пассажирам прохладительных напитков и питания), перевод таких услуг в разряд платных;
- получение дополнительных доходов от продажи услуг и товаров на борту самолёта;
- служащие бюджетных авиакомпаний выполняют несколько функций. Например, стюарды кроме своих прямых обязанностей также занимаются уборкой салона, регистрацией пассажиров на рейс (с целью экономии фонда зарплаты);
- уменьшение роли особого сервиса (например, повышение возраста детей, с которого они могут летать самостоятельно), что снижает затраты;
- агрессивные программы хеджирования стоимости топлива.

Не все низкобюджетные авиакомпании осуществляют весь перечисленный набор мероприятий (например, некоторые из них традиционно указывают номера мест в посадочных талонах, другие используют несколько типов самолётов).

## История
В начале XX века в обществе был велик страх перед самолётами, поэтому авиаперевозчики завлекали пассажиров высоким сервисом обслуживания. Однако после окончания Второй мировой войны ситуация поменялась: люди стали более спокойно относиться к «металлическим птицам», а потому уровень сервиса на борту можно было снизить, при этом заметно сэкономив на себестоимости перевозок, а следовательно и на стоимости билетов. Помимо этого, после окончания военных действий армии начали сокращать размеры, в том числе списывать лишнюю технику, включая транспортные самолёты (особенно Douglas DC-3/C-47), которые достаточно быстро переделывались в пассажирские и продавались гражданским операторам, причём по низким ценам.
Первым авиаперевозчиком, начавшим экономить на обслуживании, можно считать бразильскую Redes Estaduais Aéreas Limitada (REAL), которая стала выполнять полёты в феврале 1946 года. В конце того же года (1946) в Калифорнии начала выполнять полёты компания Southwest Airways, которая к 1948 году фактически сформулировала основы для будущих лоукостеров. Используя эти принципы, весной 1949 года, также в Калифорнии, начала работу Pacific Southwest Airlines (не путать с предыдущей), которая является первой действительно успешной бюджетной авиакомпанией. Примечательно, что оба эти калифорнийских перевозчика образованы на базе авиашкол и поначалу базировались на собственных аэродромах.
Однако часто первым успешным лоукостером называют Southwest Airlines, которая начала функционировать в 1971 году и начиная с 1973 декларировала прибыль каждый год. После дерегуляции авиационных перевозок в Европе наиболее заметного успеха добились ирландская авиакомпания Ryanair, начавшая полёты по низким ценам с 1990 года, и авиакомпания easyJet, созданная в 1995 году.
Низкобюджетные авиакомпании появились в Азии и Океании в 2000 — лидирующими компаниями стали малайзийская AirAsia, индийская Air Deccan и австралийская Virgin Blue. Модель лоу-кост оказалась востребованной во всём мире, однако для дальнейшего её продвижения потребовалась дерегуляция сложившегося рынка воздушных перевозок. В 2006 году было объявлено о появлении новых лоукостеров в Саудовской Аравии и Мексике.
Лоу-кост-авиакомпании создали прецедент финансовой угрозы традиционным авиакомпаниям с их полным сервисом обслуживания, а высокий уровень себестоимости традиционных перевозчиков ограничил их возможности конкурировать с лоу-костами по цене — важнейшему фактору, по которому потребитель выбирает себе перевозчика. Неудивительно, что, начиная с 2001-03 года, когда индустрия авиаперевозок пострадала от терроризма и кризисных явлений, большинство традиционных авиакомпаний понесло убытки, тогда как многие лоу-косты декларировали прибыли. Поэтому традиционные авиаперевозчики стали создавать собственные лоу-кост-компании, например: KLM — Buzz, British Airways — Go, Air India — Air India-Express и United — Ted. Однако вскоре они обнаружили, что такое нововведение вредит основному бизнесу.
Исключение в этом ряду составили компании bmibaby (принадлежит Bmi), germanwings (49 % принадлежит Lufthansa) и Jetstar (принадлежит Qantas), которые успешно работают параллельно со своими коллегами, предоставляющими пассажирам полный сервис.
Следуют подчеркнуть, что в туристических направлениях низкобюджетные авиакомпании успешно конкурируют с чартерными авиакомпаниями.
Вхождение новых стран из Восточной Европы в Европейский союз и изменение законодательства ЕС по отношению к ещё не присоединившимся к ЕС странам привело к соглашениям о так называемом «открытом небе». Это привело к дальнейшему развитию концепции лоу-кост в Европе и появлению новых авиаоператоров, таких как Wizz Air из Венгрии/Польши. Wizz Air совершила свой первый рейс 19 мая 2004 и SkyEurope из Словакии, и начала полёты 13 февраля 2002).
С 2004 по 2007 новые маршруты появились в Австрии, Болгарии, Словении, Словакии, Польше, Румынии, Венгрии, Чехии, Турции и Израиле. Пример: по результатам 2013 года Wizz Air Ukraine — одна из наиболее динамично развивающихся авиакомпаний Украины (на фоне обанкротившихся в 2013 г. «традиционных» авиаперевозчиков «Аэросвит» и «Донбасс Аэро»).
К концу 2007 г. свыше 45 лоукост-авиакомпаний обслуживали более 3500 направлений в Европе, что говорит о перспективности выбранной ими экономической схемы.

### Россия
В России дешёвым авиаперелётам было положено начало авиакомпанией SkyExpress, основанной в марте 2006 года генеральным директором «Красноярских Авиалиний» Борисом Абрамовичем, ставшей первым в России низкобюджетным авиаперевозчиком. Первый рейс был осуществлён на направлении Москва — Сочи 29 января 2007 года под флагом SkyExpress. По состоянию на 2011 год осуществлялись рейсы по направлениям Москва (Внуково), Санкт-Петербург, Анапа, Владикавказ, Екатеринбург, Пермь, Калининград, Краснодар, Минеральные Воды, Мурманск, Оренбург, Ростов-на-Дону, Сочи, Уфа, Челябинск. Флот авиакомпании — Боинг 737-300 и 737-500 (все — в операционном лизинге), в течение летнего сезона 2011 года флот пополнился двумя Airbus A319. Осенью авиакомпания в полном составе вошла в состав «Авиалиний Кубани», и с 30 октября 2011 года прекратила регулярные пассажирские перевозки. Новый собственник намеревается использовать бренд SkyExpress на чартерных перевозках.
30 июля 2009 года авиакомпания «Авианова» получила сертификат эксплуатанта. С середины августа на официальном сайте компании уже появилась возможность покупки билетов онлайн. Перевозчик работал по дискаунт-модели и стал вторым лоукост-проектом России. Авиакомпания осуществляла регулярные рейсы по следующим направлениям (2011 г.): из Москвы (Шереметьево) — Анапа, Архангельск, Астрахань, Волгоград, Геленджик, Екатеринбург, Калининград, Краснодар, Курган, Набережные Челны, Пермь, Ростов-на-Дону, Самара, Симферополь, Сочи, Ставрополь, Сургут, Тюмень, Ульяновск, Уфа; и из Санкт-Петербурга — Архангельск, Калининград, Краснодар, Сочи и Екатеринбург. Флот составляли 6 судов Airbus A320. В связи с ухудшением финансово-экономического состояния авиакомпания прекратила регулярные пассажирские перевозки с 00:01 московского времени 10 октября 2011 г. 23 апреля 2012 года Арбитражный суд г. Москвы признал авиакомпанию «Авианова» банкротом.
Российские регулирующие органы и авиакомпании противятся приходу европейских низкобюджетных компаний в Россию, что связано с лоббизмом, боязнью конкуренции и страхом потерять монопольную прибыль. Единственной из них, ограниченно допущенной к полётам в/из России, является венгерский лоукостер Wizzair.
В октябре 2013 года авиакомпания «Аэрофлот» зарегистрировала дочерний лоукостер «Добролёт». В августе 2014 года деятельность этой авиакомпании была приостановлена из-за санкций ЕС в отношении России. Позже авиакомпания «Аэрофлот» перерегистрировала свой лоукостер на бренд «Победа», с тех пор бурно развивающийся и практически ежегодно занимающий первое место среди низкобюджетных компаний мира по темпам роста выручки.
Хотя официально об этом не заявляется, благодаря установлению в основном сравнительно невысокой базовой стоимости билетов фактически лоукостерами в России являются также компании «Smartavia» и «Азимут». С 2022 года ожидалось начало полётов лоукостера «Citrus», создаваемой в группе S7 Airlines. В июне 2022 года S7 заморозила этот проект.

### Венгрия
Из Будапешта авиакомпания Wizz Air по состоянию на октябрь 2013 года выполняла рейсы в Исландию, Испанию, Италию, Грецию, Румынию, Бельгию, Германию, ОАЭ, Нидерланды, Швецию, Азербайджан, Украину, Кипр, Великобританию, Мальту, Турцию, Израиль, Россию, Польшу.

### Литва
Каунас стал вторым городом в странах Балтии, из которого начал летать ирландский авиадискаунтер Ryanair. Первый рейс в Лондон состоялся 22 сентября 2005 года. На данный момент из Каунаса совершаются рейсы в Барселону, Бирмингем, Бремен, Дублин, Франкфурт (Хан), Ливерпуль, Лондон-Лутон, Лондон-Станстед, Париж (аэропорт Буве), Осло.

### Финляндия
В Финляндии конкуренция пошла в другом направлении, флагманский перевозчик Finnair снизил цены, и его низкобюджетный конкурент Flying Finn был вынужден прекратить операции. Через три месяца после банкротства Flying Finn другой оператор, Blue1, начал работу на трёх наиболее прибыльных направлениях Flying Finn.

### Норвегия
В Норвегии первым низкобюджетным перевозчиком стал ColorAir в 1998. Его низкие цены были повторены конкурентами SAS и Braathens, и Color Air прекратил деятельность уже в 1999 году. Следующий лоу-кост-перевозчик, Norwegian Air Shuttle (или Norwegian), начал полёты на Boeing 737 в сентябре 2002, создав жёсткую конкуренцию на территории Норвегии SAS и Braathens. Хотя Norwegian начал с местных рейсов, сегодня его международные операции обширнее, чем внутренние рейсы. Он начал осуществлять безостановочные рейсы между Ставангером, Бергеном, Трондхеймом и Осло, очень быстро ставшие популярными. Norwegian обеспечивают один из наиболее быстрых оборотов самолётов в мире, как из-за особенностей географии страны, так и из-за высокого уровня доходности линий.

### Канада
В Канаде Air Canada столкнулась с трудностями в соперничестве с новыми низкобюджетными конкурентами типа Westjet, Canjet и Jetsgo, несмотря на своё доминирующее положение на рынке: Air Canada прибегла к защите от кредиторов как банкрот в 2003, однако смогла отказаться от защиты уже в сентябре 2004. Air Canada создала два низкобюджетных подразделения, Tango и Zip, но оба впоследствии были ликвидированы. (Jetsgo прекратил операции 11 марта 2005, а Canjet — 10 сентября, 2006.)

### Индия
Первая индийская низкобюджетная авиакомпания, Air Deccan, начала рейсы 25 августа 2003. Тарифы Air Deccan на маршруте Дели-Бангалор были на 30 % меньше, чем тарифы Indian Airlines, Air Sahara и Jet Airways на том же самом маршруте. Успех Air Deccan сопутствовал созданию более чем дюжины лоу-кост-перевозчиков в Индии. Air Deccan сегодня сталкивается с конкуренцией с такими индийскими лоу-кост-авиакомпаниями, как SpiceJet, GoAir и Paramount Airways. IndiGo Airlines недавно разместили заказ на сто Airbus A320 на сумму 6 млрд долл. США на Парижском авиасалоне, больше, чем любой азиатский региональный перевозчик. После года работы в 2006 году Kingfisher Airlines изменила бизнес-модель с лоу-кост на обычную.

### Австралия
Первой низкобюджетной авиакомпанией Австралии стала Compass которая начала операции в 1990 году, но вскоре прекратила существование. В 2000 Impulse и Virgin Blue начали низкобюджетные перевозки между австралийскими городами, жёстко конкурируя друг с другом. Virgin Blue стала второй по величине авиакомпанией Австралии, пока Qantas не купил Impulse и не использовал договор 'мокрого лизинга' для создания своего низкобюджетного подразделения Jetstar. Qantas создал два лоу-кост-перевозчика: JetStar конкурировала с Virgin Blue на внутреннем австралийском рынке, а Australian Airlines начала работу на азиатских направлениях. В 2006 году Qantas взял операции Australian Airlines в 'мокрый лизинг', что значит, что экипажи и самолёты Australian Airlines стали работать под брендом Qantas. В 2006 году Qantas расторг соглашение о лизинге с Australian Airlines и начал развивать международные направления своего лоу-кост-бренда Jetstar.

### Новая Зеландия
В 1995 Air New Zealand создала низкобюджетное подразделение Freedom Air в ответ на начало транстасманских рейсов дискаунтера Kiwi Airlines. Жёсткая конкуренция на транстасманских рейсах привела к краху Kiwi Airlines в 1996. Freedom Air продолжила свои рейсы между Австралией и Новой Зеландией. Полностью контролируемая Qantas лоу-кост-авиакомпания Jetconnect начала транстасманские рейсы под торговой маркой Qantas, передав свои экипажи и самолёты в 'мокрый лизинг' материнской компании.

### Ближний Восток
Air Arabia была учреждена 3 февраля 2003 и начала полёты 29 октября 2003.

### Азия
5 мая 2004 начал работу первый низкобюджетный перевозчик Сингапура, Valuair, спровоцировав крупнейшую авиакомпанию Singapore Airlines вложить средства в новый лоу-кост-проект, Tiger Airways. Чтобы не потерять рынок, второй крупнейший оператор Чанги, Qantas Airways, также создал азиатское лоу-кост-подразделение, Jetstar Asia Airways с базированием в Сингапуре, начавший операции 13 декабря 2004. Малайзийская лоу-кост-авиакомпания AirAsia неоднократно пыталась запустить рейсы в Сингапур, однако в качестве базового аэропорта она выбрала аэропорт Селетар, и у неё возникли сложности с получением разрешения на полёты от сингапурских властей. В июле 2005 авиакомпании Jetstar Asia и Valuair объявили о слиянии.
В 2011 году в Сингапуре авиакомпанией Singapore Airlines был основан новый лоу-кост-перевозчик Scoot, летающий на самолётах компании Boeing: 777 и 787 в Австралию и Азию.

### Япония
Япония пережила несколько неудачных попыток создания низкобюджетных авиакомпаний, в частности, базировавшаяся на Хоккайдо Air Do, осуществлявшая полёты между Саппоро и Токио с 1998 года, но была приобретена ANA в 2000 году. Viva Macau и Jetstar Airways осуществляют рейсы из Нарита, Осака и Нагои. Korean Airways объявили о создании лоу-кост-авиакомпании, которая будет летать из Сеула в Японию, с мая 2008. ANA объявила о создании лоу-кост-авиакомпании к 2009.

### Казахстан
В Казахстане первой низкобюджетной авиакомпанией стала FlyArystan, открытая в марте 2019 г. Авиакомпания запускает коммерческие рейсы на внутренних регулярных рейсах из Алматы по следующим направлениям: Астана, Караганда, Тараз, Павлодар, Шымкент и Уральск на самолётах Airbus 320.

## Критика
Поскольку количество бюджетных авиакомпаний возрастает, им приходится конкурировать не только с традиционными перевозчиками, но и друг с другом. В США авиакомпании стали предлагать различные разновидности модели лоу-кост. US Airways предлагает пассажирам первый класс в самолёте и залы аэропорта, в то время как Frontier Airlines и JetBlue Airways предлагают спутниковое телевидение. Skybus Airlines, продающая рекламу на фюзеляже своих самолётов, начала полёты в 2007. В Европе акцент остался на сокращении затрат и упрощённом сервисе. В 2004 Ryanair объявила о возможной ликвидации откидывающихся кресел, противобликовых стёкол, подголовников и карманов на сиденьях в самолётах.
Некоторые элементы модели лоу-кост находятся в фокусе критики правительств и авиационных регулирующих органов, например в Великобритании широко обсуждается проблема невключения бюджетными авиакомпаниями (как, впрочем, и другими авиакомпаниями) в рекламируемую стоимость билета ряда расходов (аэропортовых сборов, налогов и др.), чтобы стоимость перелёта казалась ниже, чем на самом деле.
Многие[кто?] авиаперевозчики заявляют нулевую стоимость некоторых маршрутов, к чему в реальности прибавляется стоимости регистрации пассажиров и багажа, «операционные расходы», стоимость бронирования места и обработки банковских карт. Все эти платежи не возвращаются даже в случае отмены полёта по вине компании. Также ручная кладь постоянно проверяется на соответствие по весу и размерам, и облагается высоким штрафом в случае превышения. Ryanair, например, требует, чтобы все товары, купленные в аэропорту, умещались внутри ручной клади.

## Низкобюджетная модель на дальнемагистральных направлениях
Первой авиакомпанией, предлагающей упрощённый сервис на трансатлантическом направлении была Laker Airways, которая предлагала известный сервис «Skytrain» на рейсах между Лондоном и Нью-Йорком в конце 1970-х. Компания ушла с рынка, когда её конкуренты British Airways и Pan Am смогли снизить цены на свои билеты.
В 2004 ирландская авиакомпания Aer Lingus снизила цены, чтобы конкурировать с компаниями типа Ryanair и также предложила трансатлантические рейсы с упрощённым сервисом всего за сто евро. В конце 2004 канадская авиакомпания Zoom Airlines также предложила трансатлантические перелёты между Глазго, Манчестером, и Канадой за 89 фунтов стерлингов.
На рынке ожидается появления новейшего самолёта Airbus A380, который может перевозить 853 пассажира в компоновке только экономическим классом, что должно позволить кардинально снизить издержки на дальнемагистральных маршрутах. С другой стороны, такой самолёт должен настолько сильно снизить расходы в расчёте на пассажирское кресло, что разница между обычным перевозчиком и лоу-костером может быть незначительной. В частности, низкобюджетные перевозчики обычно стремятся использовать самолёты как можно интенсивнее, планируя первый полёт рано утром, а последний рейс — поздно вечером. Однако планирование дальнемагистральных рейсов связано с часовыми поясами (например, вылетая с восточного побережья США вечером, самолёт прибывает в Европу утром следующего дня), кроме того, более длительные полёты дают меньше возможностей увеличивать интенсивность использования авиапарка, так как выполняется только один или два рейса ежедневно.
В апреле 2006 журнал Airline Business провёл анализ потенциала дальнемагистральных низкобюджетных перевозок и пришёл к выводу, что многие азиатские низкобюджетные перевозчики, включая AirAsia, наиболее близки к идеальной низкобюджетной авиакомпании. 2 ноября 2007 AirAsia X, подразделение AirAsia и Virgin Group совершили первый рейс из Куала-Лумпура, Малайзия в Голд-Кост, Австралия.
В августе 2006 Zoom Airlines объявила о планах открытия британского филиала, вероятно, с базированием в Гатвике, который будет предлагать дешевые рейсы из США в Индию.
26 октября 2006 Oasis Hong Kong Airlines начали летать из Гонконга в лондонский аэропорт Гатвик. Цены на билеты между Гонконгом и Лондоном были заявлены на уровне 75 фунтов стерлингов (приблизительно 150 долларов США) в одну сторону (без налогов и сборов) в экономическом классе и 470 фунтов стерлингов (приблизительно 940 долларов США) в одну сторону в бизнес-классе на том же самом маршруте. С 28 июня 2007 был открыт маршрут с аналогичными расценками в Ванкувер, Канада.
К дальнемагистральным низкобюджетным рейсам относятся рейсы австралийской авиакомпании Jetstar Airways между Австралией и Осакой и Нагоей в Японии.

## Низкобюджетные авиакомпании для бизнес-пассажиров
Недавняя тенденция — создание новых низкобюджетных авиакомпаний, работающих исключительно на рынке бизнес-пассажиров дальнемагистральных рейсов, с самолётом с обычным классом сервиса, изначально на трансатлантических направлениях. Скорее принцип их работы можно описать как less frills (меньше сервиса), чем no frills (нет сервиса), первые участники этого рынка, включая Eos Airlines, Maxjet Airways и Silverjet используют реактивные двухдвигательные самолёты среднего размера типа Boeing 757 и Boeing 767 для обслуживания прибыльных маршрутов, соединяющих Лондон и Восточное побережье США.